# マルティン・フレーゼ
マルティン・ソンダー・フレーゼ（Martin Sønder Frese, 1998年1月4日 - ）は、デンマーク・首都地域レズオウア出身のサッカー選手。セリエA・エラス・ヴェローナFC所属。ポジションはDF。

## クラブ経歴

### FCノアシェラン
2013年にFCノアシェランのユースチームに入団。2017年にトップチームに昇格。国内リーグ2016-17シーズン最終戦となった、同年5月5日のFCコペンハーゲン戦で先発で起用されてプロデビューするも、同試合で右膝の前十字靭帯を断裂する重傷負ってしまい、35分で交代。全治1年となり、2017-18シーズンは全休。2018年7月には2021年までの契約延長に合意。2019年2月に戦線復帰を果たし、2020-21シーズンに15試合3ゴールを記録すると、翌2021-22シーズン以降は先発に定着。主力選手に成長した。
2024年5月、契約満了により2023-24シーズン終了後に退団することが発表された。

### エラス・ヴェローナFC
2024年7月10日、エラス・ヴェローナFCと4年契約を締結したことが発表された。